# العلاقات الآيسلندية البولندية
العلاقات الآيسلندية البولندية هي العلاقات الثنائية التي تجمع بين آيسلندا وبولندا.

## مقارنة بين البلدين
هذه مقارنة عامة ومرجعية للدولتين:
| وجه المقارنة                                              | آيسلندا          | بولندا                                                                             |
| --------------------------------------------------------- | ---------------- | ---------------------------------------------------------------------------------- |
| المساحة (كم2)                                             | 103.00 ألف       | 312.68 ألف                                                                         |
| عدد السكان (نسمة)                                         | 317.35 ألف       | 38.43 مليون                                                                        |
| الكثافة السكانية (ن./كم²)                                 | 3.08             | 122.91                                                                             |
| العاصمة                                                   | ريكيافيك         | وارسو                                                                              |
| اللغة الرسمية                                             | اللغة الآيسلندية | اللغة البولندية                                                                    |
| العملة                                                    | كرونة آيسلندية   | زلوتي بولندي                                                                       |
| الناتج المحلي الإجمالي (بليون دولار)                      | 23.91 مليار      | 524.51 مليار                                                                       |
| الناتج المحلي الإجمالي (تعادل القوة الشرائية) بليون دولار | 15.79 مليار      | 1.02 تريليون                                                                       |
| الناتج المحلي الإجمالي الاسمي للفرد دولار أمريكي          | 50.17 ألف        | 12.55 ألف                                                                          |
| الناتج المحلي الإجمالي للفرد دولار أمريكي                 | 46.55 ألف        | 26.14 ألف                                                                          |
| مؤشر التنمية البشرية                                      | 0.899            | 0.843                                                                              |
| رمز المكالمات الدولي                                      | +354             | +48                                                                                |
| رمز الإنترنت                                              | .is              | .pl                                                                                |
| المنطقة الزمنية                                           | 00، أوروبا/لندن ‏ | توقيت وسط أوروبا، ت ع م+01:00، ت ع م+02:00، أوروبا/وارسو ‏، توقيت وسط أوروبا الصيفي |

## منظمات دولية مشتركة
يشترك البلدان في عضوية مجموعة من المنظمات الدولية، منها:
| علم المنظمة | اسم المنظمة                        | تاريخ انضمام آيسلندا | تاريخ انضمام بولندا |
| ----------- | ---------------------------------- | -------------------- | ------------------- |
|             | حلف شمال الأطلسي                   | 4 أبريل 1949         | 12 مارس 1999        |
|             | وكالة ضمان الاستثمار متعدد الأطراف | 25 سبتمبر 1998       | 29 يونيو 1990       |
|             | منظمة الشرطة الجنائية الدولية      | ?                    | ?                   |
|             | مجموعة الموردين النوويين           | ?                    | ?                   |
|             | منظمة حظر الأسلحة الكيميائية       | ?                    | ?                   |
|             | منظمة التجارة العالمية             | ?                    | 1 يوليو 1995        |
|             | الفريق المعني برصد الأرض           | ?                    | ?                   |
|             | الأمم المتحدة                      | 19 نوفمبر 1946       | 24 أكتوبر 1945      |
|             | مؤسسة التمويل الدولية              | 20 يوليو 1956        | 29 ديسمبر 1987      |
|             | يونسكو                             | 8 يونيو 1964         | 6 نوفمبر 1946       |
|             | مؤسسة التنمية الدولية              | 19 مايو 1961         | 28 أكتوبر 1960      |
|             | منظمة الأمن والتعاون في أوروبا     | 25 يونيو 1973        | 25 يونيو 1973       |
|             | الاتحاد الدولي للاتصالات           | 1 أكتوبر 1906        | 1921                |
|             | منظمة التعاون الاقتصادي والتنمية   | ?                    | 22 نوفمبر 1996      |
|             | مجموعة أستراليا                    | 1993                 | 1994                |
|             | نظام تحكم تكنولوجيا القذائف        | 1993                 | 1998                |
|             | مجلس دول بحر البلطيق               | ?                    | ?                   |
|             | مجلس أوروبا                        | ?                    | 26 نوفمبر 1991      |
|             | اتفاقية السماوات المفتوحة          | ?                    | ?                   |
|             | البنك الدولي للإنشاء والتعمير      | 27 ديسمبر 1945       | 27 يونيو 1986       |
|             | المنظمة الهيدروغرافية الدولية      | ?                    | ?                   |
|             | الاتحاد البريدي العالمي            | ?                    | 1 مايو 1919         |

## وصلات خارجية
- موقع وزارة الخارجية الآيسلندية
- موقع وزارة الخارجية البولندية